# جولیو سابی
جولیو سابی (ایتالیایی: Giulio Sabbi؛ زادهٔ ۱۰ اوت ۱۹۸۹) بازیکن والیبال اهل ایتالیا است. سابی در حال حاضر عضو تیم ملی والیبال ایتالیا و باشگاه ترنتینو است. سابی به همراه تیم ملی ایتالیا به مدال طلا قهرمانی اروپا ۲۰۱۱ و مدال برنز جام بزرگ قهرمانان جهان ۲۰۱۳ دست یافت.